# Kanton Orinoca
Der Kanton Orinoca ist ein Verwaltungsbezirk im Departamento Oruro im Hochland des südamerikanischen Anden-Staates Bolivien.

## Lage im Nahraum
Der Cantón Orinoca liegt im Landkreis (bolivianisch: Municipio) Andamarca in der Provinz Sud Carangas auf einer mittleren Höhe von 3800 m am Westufer des Poopó-Sees, 180 Kilometer südlich von Oruro. Er hat eine Nord-Süd- und Ost-West-Ausdehnung von jeweils 35 Kilometer.

## Geographie
Der Kanton Orinaca liegt am östlichen Rand des bolivianischen Altiplano und westlich der Anden-Gebirgskette der Cordillera Central. Die Region ist geprägt durch ein ausgesprochenes Tageszeitenklima, bei dem die Temperaturen zwischen Tag und Nacht stärker schwanken als im durchschnittlichen Jahresverlauf.
Die mittlere Durchschnittstemperatur der Region liegt bei 7,4 °C (siehe Klimadiagramm Corque), die Monatsdurchschnittstemperaturen schwanken zwischen 3 °C von im Juni/Juli und 10 °C von November bis März. Der Jahresniederschlag beträgt nur knapp 300 mm; von April bis Oktober herrscht eine ausgeprägte Trockenzeit mit Monatsniederschlägen von weniger als 10 mm, nur von Dezember bis März fallen Monatsniederschläge von 40 bis 75 mm. 

## Bevölkerung
Die Bevölkerungszahl des Cantóns stieg von 1.259 Einwohnern (Volkszählung 1992) um 34,0 % auf 1.687 Einwohner (2001), der Anteil der städtischen Bevölkerung beträgt 0 %. Im Jahr 1992 betrug der Anteil der unter 15-Jährigen an der Gesamtbevölkerung des Distrikts 44,9 %, die Alphabetisierungsrate lag bei 77,7 %.
Hauptidiom des Cantóns ist Aymara, das von 97 % der Bevölkerung gesprochen wird, gefolgt von Spanisch mit 76,7 % und Quechua mit 43,3 %.
71,4 % der Bevölkerung sind katholisch, 17,5 % evangelisch.
Der bolivianische Präsident Evo Morales stammt aus dem Dorf Isallavi im Cantón Orinoca.

## Lebensstandard
97,5 % der Haushalte sind ohne sanitäre Einrichtung, 100 % der Haushalte ohne Elektrizität (1992).

## Wirtschaft und Verkehr
Die Bevölkerung des Cantóns lebt überwiegend vom landwirtschaftlichen Anbau (Kartoffeln, Weizen, Mais, Zwiebeln) und extensiver Viehzucht (Lama und Vikunja). Orinoca ist nur über Straßenverbindungen erreichbar, die Cantón-Hauptstadt Orinoca wird zweimal wöchentlich von einer Buslinie angefahren.

## Museo de la Revolución Democrática y Cultura
In Dorf Orinoca wurde 2017 das Museo de la Revolución Democrática y Cultura eröffnet, eines der größten Museen Boliviens. Es stellt den kulturellen Reichtum und die Vielfalt der indigenen Kulturen Boliviens dar, ihren jahrhundertelangen Kampf gegen Unterdrückung, Ausbeutung und Diskriminierung sowie die Entwicklung, die das Land unter der Leitung von Evo Morales nahm.

## Gliederung
Der Cantón gliedert sich in die folgenden Unterkantone (vicecantones) und Ortschaften (localidades), in Klammern ist die jeweilige Bevölkerungszahl 2001 angegeben:
- Orinoca (Parantorre) (1.081)
  - Comunidad Agua Cruz (67)
  - Comunidad Ancorcaya (202)
  - Lagiloma (12)
  - Estancia Lloco (94)
  - Estancia Mara Mara (146)
  - Orinoca (163)
  - Comunidad Parantorre (7)
  - Estancia Pucarani (59)
  - Thola Loma (1)
  - Estancia Tunavi (87)
  - Estancia Ichucollo (18)
  - Calavillca (159)
  - Chauca (66)
- Vice Canton Chihuo (167)
  - Ayllu Ichura	107
  - Chihuo	60
- Ayllu Ichura (261)
  - Estancia Pataquiri	82
  - Comunidad Rosa Pata	179
- Calavillca (86)
  - Lagiloma	27
  - Thola Loma	59
- Ucumasi (47)
  - Ucumasi (47)
- Ayllu Inchura (45)
  - San Cristobal De Pallini (45)